# ويليام جيمس لويس
ويليام جيمس لويس هو سياسي كندي، ولد في 23 سبتمبر 1830 في نيو برونزويك في كندا، وتوفي في 22 يونيو 1910. حزبياً، نشط في الحزب الليبرالي الكندي. وقد انتخب عضو الجمعية التشريعية لنيو برونزويك ‏ وانتخب عضو مجلس العموم الكندي.